# ГУЛАГ. Паутина Большого террора
«ГУЛАГ. Паутина Большого террора» («ГУЛАГ») (англ. Gulag: A History) — документальное исследование журналистки и писательницы Энн Эпплбаум, посвящённое политическим репрессиям в СССР в XX веке и системе лагерей ГУЛАГа, впервые опубликованное в 2003 году. Книга получила престижные литературные премии, в том числе Пулитцеровскую премию за нехудожественную литературу в 2004 году, и номинацию на ежегодную  награду  Национального общества книжных критиков США.

## Сюжет
При написании книги Энн Эпплбаум использовала архивные документы, научные исследования советских, российских и зарубежных историков, воспоминания и мемуары заключённых и работников репрессивной системы. Исследование охватывает период политических репрессий с 1917 года и вплоть до последних лет существования СССР. В числе прочего в книге рассматриваются различные количественные оценки людей, пострадавших от политических репрессий и прошедших через систему концлагерей. По оценке самой Энн Эпплбаум за все годы существования СССР 28,7 миллионов человек, тем или иным образом подверглись политическим репрессиям. Книга «ГУЛАГ» была первой широко известной публикацией Эпплбаум, за ней последовали «Железный занавес: сокрушение Восточной Европы, 1944—1956», опубликованная в 2012 году, и «Красный голод» 2017 года. «ГУЛАГ» принес ей Пулитцеровскую премию за документальную литературу в 2004 году.
Хотя Эпплбаум родилась в Вашингтоне, округ Колумбия, ее предки иммигрировали в США из Белоруссии. В своей книге «Между Востоком и Западом» она описывает изучение миграционного пути ее семьи в США, как в раннем возрасте она была удивлена тем, что была связана с Белоруссией. Будучи студенткой университета, она провела лето 1985 г. в Ленинграде и считает что эта поездка сформировала ее нынешние взгляды на мир.
Книга представляет собой сборник свидетельств из первых рук о том, что происходило в ГУЛАГе. Автор отмечает роль Александра Солженицына который вместе с бесчисленным множеством других авторов позволил «заглянуть под поверхность повседневного ужаса и открыть более глубокие истины о состоянии человека».

## Издания на русском языке
На русском языке книга впервые была издана в 2006 году под названием «ГУЛАГ. Паутина Большого террора» в издательстве Московской школы политических исследований. В переиздании 2015 года издательства «Corpus» название было сокращено до «ГУЛАГ».
В Республике Беларусь книга запрещена.

## Награды
В 2004 году книга удостоилась Пулитцеровской премии за нехудожественную литературу.